# Benjamin Netanjahu
Benjamin Netanjahu, (hebrejski: בִּנְיָמִין נְתַנְיָהוּ; Tel Aviv, 21. listopada 1949.) izraelski je političar i trenutni predsjednik Vlade Izraela i stranke Likud.
Netanjahu je prvi predsjednik Vlade Izraela rođen u Izraelu nakon uspostavljanja države. Pridružio se Izraelskim obrambenim snagama tijekom Šestodnevnog rata 1967. i postao zapovjednik tima u specijalnoj postrojbi Sajeret matkal. Sudjelovao je u nizu misija, uključujući operaciju Pakao (1968.), Poklon (1968.) i Izotop (1972.), tijekom koje je ranjen u rame. Borio se na bojišnicama tijekom Rata iscrpljivanja i Jomkipurskog rata 1973., u kojima je sudjelovao kao pripadnik specijalnih postrojbi uz Sueski kanal, nakon čega je vodio napad komandosa duboko u području Sirije. Promaknut je u satnika prije no što je bio otpušten iz vojske. Bio je izraelski poslanik pri Ujedinjenim narodima od 1984. do 1988. Potom je između 1996. i 1999. bio predsjednik Vlade. Nakon što ga je u izboru za predsjednika Vlade porazio Ehud Barak, povukao se iz politike i počeo baviti poduzetništvom.
U politiku se vratio 2002. kao ministar vanjskih poslova (2002. – 2003.) i ministar financija (2003. – 2005.) u vladama Ariela Šarona. Iz vlade se povukao zbog neslaganja s vladinim planom o povlačenju Izraela iz Pojasa Gaze. Preuzeo je vodstvo nad strankom Likud 2005., nakon što ju je Šaron napustio radi obrazovanja nove stranke. Na parlamentarnim izborima iduće godine Likud je polučio loše rezultate, dobivši 12 zastupnika. U prosincu 2006. Netanjahu je imenovan vođom oporbe u Knesetu i predsjednikom Likuda. Vodstvo nad strankom zadržao je i 2007., porazivši Mošu Feiglina na unutarstranačkim izborima. Na parlamentarnim izborima 2009. Likud je bio druga stranka, a desničarske stranke činile su većinu u Knesetu. Stoga je Netanjahu oformio koalicijsku vladu. Nakon pobjede na parlamentarnim izborima 2013., ponovno je izabran za predsjednika Vlade, te je tako postao jedini uz Davida Ben-Guriona koji je tri puta biran na mjesto predsjednika Vlade.

## Mladost
Benjamin Netanjahu rođen je u Tel Avivu u obitelji Zile Segal (1912. – 2000.) i profesora Benziona Netanjahua (1910. – 2012.) kao srednje od ukupno troje djece. U početku je bio odgajan i obrazovan u Jeruzalemu, gdje je pohađao Osnovnu školu Henrietta Szold. Kopija ocjene njegove učiteljice Ruth Rubenstein pokazala je da je Netanjahu bio uljudan, ljubazan, koristan, da je njegov rad bio "odgovoran i točan", te da je bio prijateljski raspoložen, discipliniran, veseo, hrabar, aktivan i poslušan. Obitelj mu je između 1956. i 1958., te ponovno od 1963. do 1967., živjela u Cheltenham Townshipu, Pennsylvania, predgrađu Philadelphie u SAD-u, gdje je Netanjahu maturirao u Srednjoj školu Cheltenham, gdje je također djelovao u debatnom klubu. I danas govori američki engleski s filadelfijskim naglaskom.
Nakon što je maturirao 1967., Netanjahu se vratio u Izrael i unovačio u Izraelske obrambene snage (IDF). Obučavao se kao borbeni vojnik i postao vođa tima u elitnoj specijalnoj postrojbi IDF-a, Sajeret Matkal. Sudjelovao je u brojnim prekograničnim napadačkim pohodima tijekom Iscrpljivačkom ratu od 1969. do 1970. Također je sudjelovao i u drugim operacijama, uključujući operaciju Inferno (1968.) i akciji spašavanja otetog zrakoplova u svibnju 1972. u kojoj je bio ranjen u rame.
Netanjahu se nakon vojne službe krajem 1972. vratio u SAD, gdje je studirao arhitekturu na Institutu za tehnologiju Massachusetts (MIT). U Izrael se vratio u listopadu 1973. kako bi služio u vojsci tijekom Jomkipurskog rata na razdoblje od 40 dana. U ratu je sudjelovao u pohodima specijalnih postrojbi uz Sueski kanal, te je vodio tim komandosa duboko u sirijskom području. Potom se vratio u SAD i dovršio preddiplomski studij iz arhitekture 1975., te je potom magistrirao na Sloanovoj školi menadžmenta u sklopu MIT-a 1977. Istovremeno je studirao politologiju na Sveučilištu Harvard. U to vrijeme promijenio je ime u Benjamin Ben Nitay. Prezime Nitay odabrao je zbog planine Nitaj i istoimene sage, Nitaj od Arbela, čije je ime njegov otac rabio kao pseudonim potpisujući članke.
Netanjahu je 1976. izgubio brata Jonatana Netanjahua, koji je u vojsci služio kao zapovjednik postrojbe Sajeret Matkal, u kojoj se borio i Netanjahu. Brat mu je ubijen u antiterorističkoj akciji spašavanja taoca u operaciji Entebbe, u kojoj je postrojba spasila preko 100 izraelskih taoca koje su otei teroristi i sletjeli u zračnu luku Entebbe u Ugandi.
Netanjahu je na MIT-u diplomirao među najboljim studentima svoje generacije. Potom je zaposlen kao savjetnik za menadžment u Boston Consulting Groupi u Bostonu, Massachusetts, gdje je radio od 1976. do 1978. U Boston Consulting Groupi kolega mu je bio Mitt Romney. Romney je prema sjećanju rekao da je Netanjahu u to vrijeme bio "snažan karakter s jasnim stajalištem".
Netanjahu se 1978. vratio u Izrael. Od 1978. do 1980. vodio je Antiteroristički institut Jonatan Netanjahu, nevladinu organizaciju posvećenu proučavanju terorizma. Institut je održao brojne međunarodne konferencije na kojima su održavane rasprave o međunarodnom terorizmu. Između 1980. i 1982. bio je ravnatelj marketinga kompanije Rim Industries u Jeruzalemu. U to vrijeme Netanjahu je napravio prve veze s nekoliko izraelskim političara, uključujući s ministrom obrane Mošom Arensom, koji ga je postavio na mjesto zamjenika šefa poslanstva u Izraelskom veleposlanstvu u Washingtonu. Na toj je dužnosti Netanjahu bio od 1982. do 1984. Nakon toga je do 1988. služio kao izraelski poslanik pri Ujedinjenim narodima.[nedostaje izvor] Tada je upoznao i rabina Menachema Mendela Schneersona, poznatog kao Lubavitcher Rebbe, jednog od najutjecajnijih židovskih vođa u 20. stoljeću.

## Početak političke karijere
Netanjahu se u Izrael vratio pred parlamentarne izbore 1988., i pridružio se stranci Likud. Na unutarstranačkim izborima, Netanjahu je dobio peto mjesto na stranačkoj izbornoj listi. Na izborima je izabran za zastupnika u 12. zasjedanju Kneseta, te je imenovan pomoćnikom ministra vanjskih poslova Moše Arensa, a potom Davida Levija. Netanjahu i Levi nisu imali dobru suradnju, a poslije je rivalstvo između njih dvojice poraslo. Tijekom Madridske konferencije 1991., Netanjahu je bio među članovima izraelskog izaslanstva pod vodstvom predsjednika Vlade Jichaka Šamira. Nakon Konferencije, Netanjahu je imenovan zamjenikom predsjednika Vlade.[nedostaje izvor]
Nakon poraza kojeg je doživio Likud na parlamentarnim izborima 1992., u stranci su održani unutarstranački izbori predsjednika. Na njima je pobijedio Netanjahu, porazivši Benija Begina, sina Menahema Begina, ranijeg predsjednika Vlade, te političkog veterana Davida Levija. Ariel Šaron je također imao želju biti predsjednik Likuda, no povukao se nakon što je uvidio da ima nedovoljnu podršku. Šamir je napustio politiku nedugo nakon poraza Likuda na parlamentarnim izborima 1992.
Nakon ubojstva predsjednika Vlade Jichaka Rabina u studenom 1995., njegov privremeni nasljednik Šimon Peres raspisao je prijevremene izbore kako bi vladi dao mandat da nastavi mirovne pregovore. Netanjahu je bio Likudov kandidat za predsjednika Vlade. Izbori su održani u svibnju 1996., i bili su prvi izbori na kojima su Izraelci izravno birali predsjednika Vlade. Netanjahu je unajmio američkog republikanskog političkog djelatnika Arthura Finkelsteina da mu vodi kampanju. Iako je američki stil kampanje izazvao žestoke kritike u Izraelu, ona se pokazala učinkovitom. Metodu je kasnije kopirao i Ehud Barak tijekom izbora 1999., kako bi pobijedio Netanjahua. Netanjahu je dobio izbore i postao najmlađi izraelski predsjednik Vlade i prvi predsjednik Vlade rođen u Izraelu (Rabin je rođen u Jeruzalemu, ali u vrijeme Britanskog mandata Palestine, pred uspostavljanje izraelske države 1948.).[nedostaje izvor]
Netanjahuova pobjeda nad favoritom Šimonom Peresom mnoge je iznenadila. Glavni uzrok Peresovog neuspjeha bio je val samoubilačkih bombaških napada pred izbore. Palestinci su 3. i 4. ožujka 1996. izveli dva samoubilačka napada u kojima je poginulo 32 Izraelaca, a Peres nije bio u mogućnosti zaustaviti napad. Za razliku od Peresa, Netanjahu nije vjerovao Jaseru Arafatu i uvjetovao je nastavak mirovnih pregovora palestinskom borbom protiv terorizma. Na izborima je sudjelovao pod sloganom "Netanjahu stvara siguran mir". Iako je Netanjahu dobio dužnost predsjednika Vlade, Izraelska radnička stranka dobila je izbore za Kneset, porazivši savez Likud-Gešer-Comet. Zbog toga se Netanjahu morao osloniti na koaliciju s ultra-ortodoksnim strankama, Šasom i Zajednicom judaizma Tore, čije su se politike socijalne skrbi sukobljavale s njegovim kapitalističkim glasom.[nedostaje izvor]

## Prvi mandat predsjednika vlade
Niz samoubilačkih napada osnažio je stav Likuda glede sigurnosti. Za većinu napada odgovornost je preuzeo Hamas. Kao predsjednik vlade Netanjahu je preispitao mnoga temeljna pitanja Sporazuma iz Osla. Jedna od glavnih Netanjahuovih primjedbi bila je neslaganje s dogovorom da se mirovni proces treba odvijati postupno, što je značilo da se moraju napraviti ustupci prema Palestincima prije no što se dotaknu glavni problemi, kao što su status Jeruzalema te izmjene i dopune Palestinske nacionalne povelje. Pristaše Sporazuma tvrdile su da bi postupni pristup ishodio dobru volju među Palestincima i da bi ih nagnao da traže izmirenje kada bi se dotakli ovi veći problemi u kasnijim fazama pregovora. Netanjahu je držao da bi takvi ustupci samo ohrabrili ekstremističke elemente, bez opipljivih uzvratnih djela. Za izraelske ustupke tražio je opipljiva djela dobre volje Palestinaca. Unatoč njegovim neslaganjima sa Sporazumom iz Osla, Netanjahu je nastavio njegovu implementaciju, no njegova je vlada ipak usporila mirovni proces.
Netanjahu i gradonačelnik Jeruzalema Ehud Olmert odlučili su otvoriti izlaz za Tunel Zapadnog zida u muslimanskoj četvrti Jeruzalema, što je bivši predsjednik vlade Šimon Peres stavio na čekanje zbog mira.[nedostaje izvor] To je izazvalo trodnevnu pobunu u kojoj su ubijeni i Plaestinci i Izraelci. U siječnju 1997., Netanjahu je potpisao Hebronski protokol s Jaserom Arafatom, predsjednikom Palestinske samouprave, koji je omogućio pregrupiranje izraelskih snaga u Hebronu i prelazak vlasti na civilnu upravu u velikom dijelu Palestinske samouprave.
Manjak napretka u mirovnom procesu vremenom je doveo do novih pregovora u kojima je ishođen Memorandum s Wye Rivera 1998. U Memorandumu su se nalazili podrobni koraci koje je poduzela izraelska vlada prema Palestinskoj samoupravi radi implementiranja ranijeg Privremenog dogovora od 1995. Memorandum su potpisali Netanjahu i vođa Palestinske oslobodilačke organizacije Jaser Arafat 17. studenog 1998. Kneset je odobrio Memorandum sa 75 glasova za i 19 protiv. Kao predsjednik vlade, Netanjahu je isticao politiku "tri ne": nema povlačenja s Golanske visoravni, nema rasprave oko slučaja Jeruzalema, nema pregovaranja pod bilo kakvim preduvjetima.
Tijekom mandata, Netanjahu je također otpočeo proces gospodarske liberalizacije, poduzimajući postupke prema slobodnom tržištu. Pod njegovim nadzorom, vlada je započela prodaju dionica u bankama i velikim državnim kompanijama. Netanjahu je također ukinuo striktni državni nadzor nad stranom razmjenom, dopustivši time Izraelcima da podignu neograničenu svotu novca iz države, da otvore račune u stranim bankama, da imaju stranu valutu i da ulažu slobodno u druge države.
Tijekom cijelog mandata, Netanjahuu se protivila izraelska politička ljevica, te je izgubio podršku desnice zbog uzmaka u korist Palestinaca u Herbonu i drugim mjestima i inače zbog pregovaranja s Arafatom. Izgubio je i podršku javnosti nakon niza skandala u kojem su bili upleteni njegov brak i optužbe za korupciju. Policija je 1997. preporučila da se Netanjahu optuži za korupciju radi zloporabe položaja. Kritiziran je da je postavio državnog tužitelja koji je umanjio optužbe, pa su tužitelji utvrdili da ne postoje valjani dokazi da bi se pokrenuo sudski postupak. Netanjahu se 1999. suočio s drugim skandalom kada je izraelska policija preporučila da mu se sudi zbog korupcije radi uzimanja $100 000 radi besplatnih usluga od državnog izvođača. Državni tužitelj nije podigao tužbu zbog poteškoća s dokazima.
Na izborima za predsjednika vlade 1999. porazio ga je Ehud Barak, nakon čega se Netanjahu privremeno povukao iz politike.[nedostaje izvor] Potom je dvije godine bio viši savjetnik u izraelskoj kompaniji BATM, specijaliziranoj za razvoj komunikacijskih sredstava.

## Politički pad i oporavak
Padom Barakove vlade krajem 2000., Netanjahu je izrazio želju za povratkom u politiku. Barakova ostavka je prema zakonu trebala voditi do novih izbora za položaj predsjednika vlade. Netanjahu je inzistirao da se održe opći izbori, tvrdeći da bi drugačije bilo nemoguće imati stabilnu vladu. Vremenom je odlučio da se ne natječe u izboru za predsjednika vlade. Taj potez olakšao je iznenađujući uspon Ariela Šarona, za kojeg se u to vrijeme smatralo da je manje popularan od Netanjahua. Nakon što je Izraelska radnička stranka napustila vladajuću koaliciju 2002. i upraznila položaj ministra vanjskih poslova, predsjednik vlade Šaron postavio je Netanjahua na taj položaj.[nedostaje izvor] Netanjahu je izazvao Šarona na položaju čelnika Likuda, no nije uspio u njegovom smjenjivanju.
Netanjahu je trebao održati govor na Sveulilištu Concordia u Montrealu u Quebecu u Kanadi 9. rujna 2002. No on je otkazan nakon što su stotine pro-palestinskih prosvjednika nadjačali osiguranje i porazbijali prozore. Netanjahu je u vrijeme prosvjeda ostao u hotelu Ritz-Carlton u Montrealu. Kasnije je optužio prosvjednike zbog podrške terorizmu i "luđačkog fanatizma". Nekoliko tjedana poslije, 1. listopada 2002., oko 200 prosvjednika susrelo se s Netanjahuom ispred Heniz Hallom u Pittsbourghu, no pitzburška policija, izrealsko osiguranje i pitzburše SWAT postrojbe omogućili su nesmetan nastavak govora i ostalih planiranih aktivnosti.
Netanjahu je 12. rujna 2002. svjedočio kao građanin pred Odborom nadzora i Odborom vladinih reformi Zastupničkog doma SAD-a o nuklearnoj opasnosti od iračkog režima. Između ostalog, Netanjahu je rekao: "Sasvim je neupitno da Sadam traži, radi i napreduje prema razvijanju nuklearnog naoružanja - sasvim neupitno. [...] Neupitno je da će se, kada ga dobije, odmah dogoditi povijesna smjena." Netanjahu i drugi visokopozicionirani dužnosnici iz različitih država, sumnjali su da bi Irak mogao razviti nuklearno oružje, pošto je Irak počeo izrađivati program za nuklearnu energiju sa Sovjetskim Savezom još 1959.

## Ministar financija
Nakon parlamentarnih izbora 2003., Šron je dužnost ministra vanjskih poslova ponudio Silvanu Šalomu, a Netanjahuu ministra financija, što su mnogi smatrali iznenađujućim. Neki politolozi su smatrali da je Šaron takav potez napravio zbog toga što je Netanjahua smatrao političkom prijetnjom jer se pokazao učinkovitim ministrom vanjskih poslova. Dajući mu dužnost ministra financija u vrijeme gospodarske nesigurnosti, mogao je uništiti Netanjahuovu popularnost. Netanjahu je prihvatio imenovanje nakon što se Šaron složio da mu dadne dotad neviđenu razinu neovisnosti u upravljanju ministarstvom.[nedostaje izvor]
Kao ministar financija, Netanjahu je poduzeo gospodarski plan kako bi podigao izraelsko gospodarstvo s mrtve točke tijekom Druge Intifade. Plan je podrazumijevao kretanje prema više liberaliziranim tržištima, no nije ostao bez kritika. Netanjahu je naslijedio nekoliko dugo neriješenih reformi, uključujući i bitnu reformu bankovnog sustava.[nedostaje izvor] No, protivnici u Radničkoj stranci (čak i nekoliko njih iz Likuda) smatrali su Netanjahuove politike "tarčerističkim" napadima na poštovanu mrežu izraelske socijalne sigurnosti.
Netanjahu je 2004. zaprijetio ostavkom ako plan povlačenja iz Pojasa Gaze ne bude stavljen na referendum. Kasnije je izmijenio ultimatum, glasovao za plan u Knesetu, i najavio ostavku ako referendum ne bude održan unutar 14 dana. Predao je pismo ostavke 7. kolovoza 2005., nedugo nakon što je izraelski kabinet glasovao sa 17 prema 5 za početnu fazu povlačenja iz Pojasa Gaze.

## Vođa oporbe
Nakon što je Šaron napustio Likud, Netanjahu je bio jedan od nekoliko kandidata koji su pretendirali na čelo stranke. Posljednji pokušaj da preuzme stranku napravio je u rujnu 2005., kada je pokušao provesti prijevremene unutarstranačke izbore za predsjednika stranke, dok je istovremeno stranka posjedovala položaj predsjednika vlade, čime bi smijenio Šarona s oba položaja. Stranka je odbacila Netanjahuovu inicijativu. Ipak, preuzeo je vodstvo 20. prosinca 2005., s 47 % dobivenih glasova, a slijedili su ga Silvan Šalom, s 32 % i Moše Feiglin s 15 % glasova. Na parlamentarnim izborima održanim u ožujku 2006., Likud je spao na treće mjesto po zastupljenosti, iza Kadime i Radničke stranke. Netanjahu je postom postao vođa oporbe. Za predsjednika Likuda i kandidata za dužnost predsjednika vlade, Netanjahu je izabran 14. kolovoza 2007., sa 73& glasova. Protukandidati su mu bili desno orijentirani Moše Feiglin i predsjednik Svjetskog Likuda, stranačke svjetske organizacije, Deni Danon. Zajedno s oporbom, Netanjahu se protivio primirju između Hamasa i Izraela sklopljenom 2008. O primirju je rekao da ono "nije relaksacija, već izraelsko odobravanje naoružavanja Hamasa".

Nakon izbora Cipe Livni na čelo Kadime i Olmertove ostavke s položaja predsjednika vlade, Netanhahu je odbio pridružiti se koaliciji koju je pokušala obrazovati Livni, te je podržavao nove izbore, koji su se održali u veljači 2009. Na tim izborima, Likudov kandidat za predsjednika vlade bio je Netanjahu. Izbori su održani 10. veljače 2009., pošto Livni, koja je bila određena za vršiteljicu dužnosti predsjednika vlade u Olmertovoj vladi, nije mogla obrazovati održivu koaliciju. Ankete su pokazale da Likud drži vodstvo, no trećina izraelskih birača bila je neodlučna.
Likud je poslije izbora bio drugi po broju zastupnika, a Livnijina Kadima dobila je najviše mjesta. Moguće objašnjenje za loše rezultate Likuda moguće je pronaći u tome što su Likudove pristaše stale uz stranku Naš dom Izrael Avigdora Liebermana. Međutim, Netanjahu je proglasio pobjedu na temelju da toga što su desničarske stranke dobile većinu glasova, te ga je 20. veljače 2009., predsjednik Šimon Peres imenovao mandatarom za sastav vlade, nakon čega su uslijedili pregovori o obrazovanju koalicijske vlade.[nedostaje izvor]
Unatoč tomu što su desničarske stranke dobile većinskih 65 mjesta u Knesetu, Netanjahu je preferirao širu, centrističku koaliciju, pa se okrenuo rivalu Kadimi koji je vodila Cipi Livni i tražio da se pridruže njegovoj vladi. Ovoga puta Livni je bila ta koja je odbila ponudu zbog različitog mišljenja o načinu pronalaženja mirovnog procesa. Netanjahu je uspio izmamiti manjeg rivala, Radničku stranku, koju je vodio Ehud Barak, da se pridruži njegovoj vladi, čime joj je dao centristički vid. Netanjahu je predstavio svoj kabinet pred Knesetom na glasovanje o povjerenju 31. ožujka 2009. Ta 32. vlada bila je odobrena istog dana glasom većine od 69 zastupnika, dok je 40 bilo protiv, a pet suzdržanih.

## Drugi mandat predsjednika vlade
Državna tajnica SAD-a, Hillary Clinton, izrazila je podršku uspostavljanju palestinske države. To je bilo rješenje koje nije podržavao mandatar Netanjahu,[nedostaje izvor] iako se s njom ranije obvezao na suradnju s SAD-om. Dolaskom izaslanika američkog predsjednika Baracka Obame, Georga Mitchella u Izrael, Netanjahu je rekao da bi svaki napredak u pregovaranju s Palestincima bio uvjetovan palestinskim priznanjem Izraela kao židovske države. Obama je rekao Netanjahuu da je prioritet rješenje o dvjema državama i pozvao je na zaustavljanje naseljavanja. Netanjahu je odbio podržati stvaranje palestinske države i izjavio kako Izrael ima pravo nastaviti s naseljavanjem.[nedostaje izvor]
Obama se tijekom govora u Kairu održanom 4. lipnja 2009., obratio islamskom svijetu. Između ostalog, rekao je da "Sjedinjene Države ne prihvaćaju legitimnost stalnih izraelskih naseobina". Nakon Obaminog govora u Kairu, Netanjahu je odmah pozvao izvanredni sastanak vlade. Deset dana nakon govora, 14. lipnja, Netanjahu je održao govor na Sveučilištu Bar-Ilan u kojemu je podržao "demilitariziranu palestinsku državu", no dodao je da Jeruzalem mora ostati ujedinjeni glavni grad Izraela. Izjavio je kako bi prihvatio palestinsku državu ako bi Jeruzalem ostao glavni grad Izraela, ako Palestinci ne bi imali oružane snage i kada bi odustali od zahtjeva za pravom povratka. Također je podržao pravo "prirodnog rasta" u židovskim naseobinama u Zapadnoj obali, dok bi njihov stalni status bio predmet budućih pregovora. Sereb Ereket, viši palestinski dužnosnik, rekao je da je Netanjahuov govor "zatvorio vrata stalnom statusu pregovaranja" zbog izjava o Jeruzalemu, izbjeglicama i naseobinama.
Tri mjeseca nakon početka mandata, Netanjahu je napomenuo da je njegova vlada već napravila nekoliko značajnih usjpjeha, kao što je uspostavljanje djelotvorne vlade nacionalnog jedinstva, te široki konsenzus za rješenje o dvjema državama. Istraživanje koje je proveo Haaretz u srpnju 2009., pokazalo je da većina Izraelaca podržava Netanjahuovu vladu, a oko 49 % građana mu je osobno davalo odobrenje. Netanjahu je maknuo nadzorne točke u Zapadnoj obali s ciljem da omogući slobodu kretanja i protok uvoza. Taj postupak dao je gospodarski poticaj Zapadnoj obali. Pozdravio je Arapsku mirovnu inicijativu, također poznatu kao Saudijska mirovna inicijativa, i pohvalio poziv bahreinskog prijestolonasljednika Salmana bin Hamada bin Isu al-Kalifu za normaliziranjem odnosa s Izraelom.
U kolovozu 2009., Mahmud Abas, predsjednik Palestinske samouprave, rekao je kako je voljan susresti se s Netanjahuom u Općoj skupštini UN-a, gdje je Netanjahu prihvatio Obamin poziv na trojni sastanak. No, rekao je kako sastanak ne će nužno voditi pregovorima. Netanjahu se našao u odlučujućem trenutku u tim pothvatima, koji su trebali uključivati kompromis oko dozvole za daljnju i već odobrenu izgradnju u Zapadnoj obali u zamjenu za zaustavljanje daljnjih naseljavanja nakon toga, kao i nastavak gradnje u Istočnom Jeruzalemu te zaustavljanje rušenja arapskih kuća u tom dijelu grada. Netanjahu je 4. rujna 2009. pristao na političke zahtjeve useljenika i dopustio daljnju izgradnju naseobina prije no što je nastupilo privremeno zaustavljanje naseljavanja. Glasnogovornik Bijele kuće, Robert Gibbs, izrazio je žaljenje zbog Netanjahuovog poteza, no američki dužnosnici su izjavili kako njegov potez ne će narušiti pregovore.
Netanjahu je 7. rujna 2009. napustio radni ured bez obavještenja kamo ide. Njegov vojni tajnik, general bojnik Meir Kalifi, kasnije je izvijestio da je Netanjahu posjetio sigurnosna postrojenja u Izraelu. Nekoliko različitih novinskih agencija dalo je nekoliko različitih izvješća o tomu gdje se nalazio Netanjahu. Dva dana poslije, Jediot aharonot je izvijestio da je Netanjahu u tajnosti posjetio Moskvu želeći uvjeriti ruske dužnosnike da ne prodaju sustav protuzračnih projektila S-300 Iranu. Medijski naslovi ožigosali su Netanjahua kao "lažljivca" i nazvali aferu "fijaskom". Kasnije je izvješćeno da će njegov vojni tajnik biti otpušten zbog afere. The Sunday Times je izvijestio da je Netanjahu otputovao kako bi prenio imena ruskih znanstvenika za koje je Izrael vjerovao da podržavaju iranski navodni program nuklearnog naoružanja.
U obraćanju Opće skupštine UN-a u New Yorku 24. rujna 2009., Netanjahu je rekao da Iran predstavlja prijetnju svjetskom miru i da je nužnost UN-a kao svjetskog tijela da spriječi Iran u pribavljanju nuklearnog oružja. Mašući nacrtom Auschwitza i prisjećajući se članova vlastite obitelji koje su ubili nacisti, Netanjahu je iznio strastveni i javni odgovor iranskom predsjedniku Mahmudu Ahmadinedžadu koji je propitivao Holokaust, pitajući ga "zar nemaš srama?".
Kao odgovor na pritisak Obamine uprave, koja je pozivala obje strane da nastave pregovore, Netanjahu je 25. studenog 2009. najavio djelomični desetomjesečni plan o zaustavljanju izgradnje naseobina, no, prema analizi izraelske novine Haaretz, to nije imalo značajnijih učinaka na stvarnu izgradnju. Američki posebni izaslanik George Mitchell, rekao je da "dok Sjedinjene Države dijele arapsku zabrinutost o ograničenosti izraelske geste, to je ipak više no što je ijedna izraelska vlada ikad napravila". U svojoj najavi, Netanjahu je potez nazvao "bolnim korakom koji će ohrabriti mirovni proces", te je zatražio odgovor od Palestinaca. Palestinci su odbili odgovoriti, tvrdeći da je Netanjahuova gesta "beznačajna" naspram tisuće nedavno odobrenih naseobnih građevina u Zapadnoj obali koje će se nastaviti graditi i da ne će biti zastoja u naseljavanju u Istočnom Jeruzalemu.[nedostaje izvor]
U ožujku 2010., izraelska vlada odobrila je izgradnju dodatnih 1600 stanova u velikom židovskom stambenom naselju u Istočnom Jeruzalemu nazvanom Ramat Šlomo, unatoč stavu tadašnje američke vlade da potezi kao ovaj prijete mirovnim pregovorima između Izraela i Palestinaca. Najava izraelske vlade dogodila se tijekom posjeta američkog potpredsjednika Joa Bidena, te je vlada SAD-a naknadno oštro osudila izraelski plan. Netanjahu je potom dao izjavu da su sve prethodne izraelske vlade stalno dopuštale izgradnju u dotičnom naselju, te da su određena naselja, kao što je Ramat Šlomo i Gilo, uvijek bila smatrana dijelom Izraela u svakom konačnom sporazumnom planu kojeg su predložile obje strane do tada. Zažalio je zbog vremena u kojemu je dao izjavu, no ustvrdio je da "naša politika oko Jeruzalema je ista politika koju slijede sve izraelske vlade već 42 godine, i nije se promijenila".
U rujnu 2010., Netanjahu je po prvi puta nakon duže vremena, prihvatio uključiti se u izravne razgovore s Palestincima, kojima je posredovala Obamina uprava.[nedostaje izvor] Konačni cilj tih razgovora bio je napraviti okvir "službenog statusa naseobina" u izraelsko-palestinskom sukobu, ostvarujući rješenje o dvjema državama za židovski i palestinski narod. Desetomjesečni zastoj izgradnje naseobina završio je 27. rujna., te je izraelska vlada dopustila novu izgradnju u Zapadnoj obali, uključujući i Istočni Jeruzalem. Povlačeći se iz ureda u srpnju 2011., bivši američki tajnik za obranu Robert Gates, rekao je da je Netanjahu nezahvalan Sjedinjenim Državama i da ugrožava Izrael. U odgovoru, Likud je branio Netanjahua tvrdeći da većina Izraelaca podržava predsjednika vlade i da ima široku podršku u SAD-u.
Širom Izrala su 2011. izbili masovni prosvjedi. Stotine tisuća ljudi prosvjedovalo je zbog visokih životnih troškova širom države. Netanjahu je postavio Trajtenbergov odbor kojem je na čelu bio profesor Manuel Trajtenberg, koji je trebao istražiti probleme i predložiti rješenja. Odbor je u rujnu 2011. preporučio da se snize visoki životni troškovi. Iako je Netanjahu obećao u cijelosti provesti predložene reforme u vladi, razlike unutar koalicije dovele su do njihovog postupnog usvajanja.
Netanjahu je 2012. imao u vidu održati prijevremene izbore, no poslije je proveo obrazovanje kontroverzne vlade nacionalnog jedinstva koja se održala do izbora 2013. U svibnju 2012., Netanjahu je službeno po prvi puta priznao pravo Palestinaca na vlastitu državu, no kao i ranije, tvrdio je da treba biti demilitarizirana. Netanjahu i ministar vanjskih poslova Avigdor Lieberman, najavili su 25. listopada 2012., da su se njihove političke stranke, Likud i Naš dom Izrael, ujedinile i da će nastupiti na zajedničkoj listi na općim izborima u siječnju 2013.

## Treći mandat predsjednika vlade
Na parlamentarnim izborima u Izraelu 2013. pobijedila je Netanjahuova koalicija Likud – Naš dom Izrael s 11 mjesta manje nego što su ranije zajedno imali Likud i Naš dom Izrael. Unatoč, kao vođi i dalje najjače stranke u Knesetu, predsjednik Šimon Peres imenovao je Netanjahua mandatarom za sastav 33. izraelske vlade. Nova koalicija uključivala je Ješ Atid, Židovski dom i Ha Tunu, dok su izvan koalicije ostale ortodoksne stranke na zahtjev Ješ Atida i Židovskog doma.
Tijekom trećeg mandata, Netanjahu je nastavio svoju politiku ekonomske liberalizacije. U prosincu 2013. Kneset je odobrio Zakon o koncentraciji poduzetništva, koji je namjeravao otvoriti visoko koncentrirano izraelsko gospodarstvo za konkurenciju, niže potrošačke cijene, smanjenje nejednakosti dohotka i povećanje gospodarskog rasta. Netanjahu je obrazovao Koncentracijski odbor 2010., čije su prijedlozi primijenjeni u Zakonu kojeg je progurala njegova vlada. Novi zakon ukinuo je mrežne kompanije koje su ranije bile u mogućnosti baviti se dogovornim dizanjem cijena. Zakonom je korporacijama zabranjeno imati više od dvije mreže javno ovlaštenih kompanija te držanje financijskog i nefinancijskog poduzeća. Netanjahu je također otpočeo kampanju za privatizaciju luka kako bi slomio monopol kojeg su držali radnici Izraelske lučke samouprave, kako bi snizio potrošačke cijene i povećao izvoz. U srpnju 2013. izdao je natječaje za izgradnju privatnih luka u Haifi i Ašdodu. Dao je i obećanje da će srezati višak birokracije i regulacija kako bi olakšao teret industriji.
U travnju 2014., Netanjahu je izrazio veliku zabrinutost kada se Hamas pridružio Palestinskoj samoupravi u stvaranju vlade jedinstva. U nekoliko prilika verbalno je napao Hamas zbog nestanka trojice izraelskih mladića 12. lipnja 2014. Okrivio je Hamas za otmicu Izraelaca i naredio Izraelskim obrambenim snagama da izvedu operaciju čišćenja Hamasa u Zapadnoj obali. Tijela nestalih mladića pronađena su 30. lipnja 2014. nakon većeg broja uhićenja u sumnjivim palestinskim selima. Odmah nakon uhićenja, Hamas je izveo masovni napad projektilima iz Gaze na civilna područja u Izraelu. Izraelska strana je odgovorila Operacijom Čvrsta stijena. Netanjahu je nastavio optuživati Hamas. Na brojnim televizijama u SAD-u i na CNN-u, okarakterizirao je Hamas kao "genocine teroriste". Na pitanje mogu li žrtve vojnih djelovanja u Gazi izazvati "treću intifadu", Netanjahu je odgovorio da Hamas ide prema tom cilju.